# Espedito Chionna
Espedito Chionna (Latiano, 29 agosto 1969) è un allenatore di calcio ed ex calciatore italiano, di ruolo difensore.

## Carriera

### Giocatore
Cresciuto nel settore giovanile del Mesagne, società con la quale ha esordito in Interregionale nella stagione 1985-1986 a 17 anni, ha giocato in Serie B con le maglie di Pescara e Palermo, collezionando in tale categoria un totale di 118 presenze con 2 reti all'attivo. Ha terminato la carriera al termine della stagione 2006-2007, disputata in Promozione con la maglia del Casarano.

### Allenatore
Dalla stagione 2010-2011 ha intrapreso la carriera di allenatore, guidando la squadra del suo paese, il Latiano.
Nella stagione 2011-2012 ha allenato per poche giornate la squadra di Mesagne, il Boys Mesagne, in Prima Categoria.

## Palmarès

### Club

#### Competizioni nazionali
- Serie C1: 1

Palermo: 2000-2001
- Serie C2: 1

Casarano: 1987-1988